# Ryder Cup 2006
Ryder Cup 2006 var den 36:e upplagan av matchspelstävlingen i golf som spelas mellan USA och Europa. 2006 års match spelades den 22 - 24 september på The K Club i Straffan, Irland. Europa var titelförsvarare efter att år 2004 ha vunnit på Oakland Hills Country Club i Bloomfield Township, Michigan.

## Format
Tävlingen bestod av 28 matcher, fördelade på tre dagar (fredag - söndag) enligt följande:
- Dag 1 Fyra fyrboll-matcher på förmiddagen, följt av fyra foursome-matcher på eftermiddagen
- Dag 2 Fyra fyrboll-matcher på förmiddagen, följt av fyra foursome-matcher på eftermiddagen
- Dag 3 Tolv singelmatcher

En vunnen match ger 1 poäng, medan en oavgjord match ger ½ poäng. Laget som först når 14½ poäng har vunnit.

## Lagen
De båda lagen använde sig av olika poängsysten för att avgöra vilka 10 spelare som skulle bli direktkvalificerade till laget. Därutöver fick de båda kaptenerna, Ian Woosnam och Tom Lehman, välja ytterligare två spelare var för att göra lagen kompletta.
| Europa Kapten: Ian Woosnam    |               |
| Namn                          | Världsranking |
| Sergio García                 | 8             |
| Luke Donald                   | 9             |
| Henrik Stenson                | 11            |
| David Howell                  | 13            |
| Colin Montgomerie             | 14            |
| Paul Casey                    | 17            |
| Pádraig Harrington            | 18            |
| José María Olazábal           | 19            |
| Darren Clarke (kaptenens val) | 24            |
| Robert Karlsson               | 36            |
| Lee Westwood (kaptenens val)  | 51            |
| Paul McGinley                 | 53            |

| USA Kapten: Tom Lehman         |               |
| Namn                           | Världsranking |
| Tiger Woods                    | 1             |
| Phil Mickelson                 | 2             |
| Jim Furyk                      | 3             |
| Chris DiMarco                  | 15            |
| David Toms                     | 16            |
| Chad Campbell                  | 22            |
| Stewart Cink (kaptenens val)   | 23            |
| Scott Verplank (kaptenens val) | 37            |
| Zach Johnson                   | 42            |
| Vaughn Taylor                  | 60            |
| J. J. Henry                    | 64            |
| Brett Wetterich                | 68            |

## Resultat

### Dag 1
| Fyrbollar                            | Fyrbollar | Fyrbollar | Fyrbollar | Fyrbollar                    |
| ------------------------------------ | --------- | --------- | --------- | ---------------------------- |
| Colin Montgomerie Pádraig Harrington |           |           | 1 upp     | Tiger Woods Jim Furyk        |
| Paul Casey Robert Karlsson           |           | lika      |           | Stewart Cink J. J. Henry     |
| Sergio García José María Olazábal    | 3 & 2     |           |           | David Toms Brett Wetterich   |
| Darren Clarke Lee Westwood           | 1 upp     |           |           | Phil Mickelson Chris DiMarco |

| Foursomes                        | Foursomes | Foursomes | Foursomes | Foursomes                    |
| -------------------------------- | --------- | --------- | --------- | ---------------------------- |
| Paul McGinley Pádraig Harrington |           | lika      |           | Chad Campbell Zach Johnson   |
| David Howell Henrik Stenson      |           | lika      |           | Stewart Cink David Toms      |
| Lee Westwood Colin Montgomerie   |           | lika      |           | Phil Mickelson Chris DiMarco |
| Luke Donald Sergio García        | 2 upp     |           |           | Tiger Woods Jim Furyk        |

| Efter första dagen: | \| Europa \| 5 \| 3 \| USA \| |   |     |
| Europa              | 5                             | 3 | USA |

### Dag 2
| Fyrbollar                         | Fyrbollar | Fyrbollar | Fyrbollar | Fyrbollar                    |
| --------------------------------- | --------- | --------- | --------- | ---------------------------- |
| Paul Casey Robert Karlsson        |           | lika      |           | Stewart Cink J. J. Henry     |
| Sergio García José María Olazábal | 3 & 2     |           |           | Phil Mickelson Chris DiMarco |
| Lee Westwood Darren Clarke        | 3 & 2     |           |           | Tiger Woods Jim Furyk        |
| Henrik Stenson Pádraig Harrington |           |           | 2 & 1     | Zach Johnson Scott Verplank  |

| Foursomes                        | Foursomes | Foursomes | Foursomes | Foursomes                   |
| -------------------------------- | --------- | --------- | --------- | --------------------------- |
| Sergio García Luke Donald        | 2 & 1     |           |           | Phil Mickelson David Toms   |
| Colin Montgomerie Lee Westwood   |           | lika      |           | Chad Campbell Vaughn Taylor |
| Paul Casey David Howell          | 5 & 4     |           |           | Stewart Cink Zach Johnson   |
| Pádraig Harrington Paul McGinley |           |           | 3 & 2     | Tiger Woods Jim Furyk       |

| Efter andra dagen: | \| Europa \| 10 \| 6 \| USA \| |   |     |
| Europa             | 10                             | 6 | USA |

### Dag 3
| Singlar             | Singlar | Singlar | Singlar | Singlar         |
| ------------------- | ------- | ------- | ------- | --------------- |
| Colin Montgomerie   | 1 upp   |         |         | David Toms      |
| Sergio García       |         |         | 4 & 3   | Stewart Cink    |
| Paul Casey          | 2 & 1   |         |         | Jim Furyk       |
| Robert Karlsson     |         |         | 3 & 2   | Tiger Woods     |
| Luke Donald         | 2 & 1   |         |         | Chad Campbell   |
| Paul McGinley       |         | lika    |         | J. J. Henry     |
| Darren Clarke       | 3 & 2   |         |         | Zach Johnson    |
| Henrik Stenson      | 4 & 3   |         |         | Vaughn Taylor   |
| David Howell        | 5 & 4   |         |         | Brett Wetterich |
| José María Olazábal | 2 & 1   |         |         | Phil Mickelson  |
| Lee Westwood        | 2 upp   |         |         | Chris DiMarco   |
| Pádraig Harrington  |         |         | 4 & 3   | Scott Verplank  |

| Slutställning: | \| Europa \| 18½ \| 9½ \| USA \| |    |     |
| Europa         | 18½                              | 9½ | USA |

Europas lag tangerade därmed rekordsegern från 2004 års Ryder Cup. För första gången vann Europa dessutom samtliga fem spelsessioner: De fyra inledande med 2½ - 1½, och de avslutande singlarna med 8½ - 3½. Den avgörande putten som säkrade segern för Europa sattes av svensken Henrik Stenson.
Europas seger kunde ha blivit ännu större: Irländaren Paul McGinley skänkte en 25-fots-putt till USA:s J. J. Henry på det sista hålet, efter att en streaker sprungit över greenen och hoppat i den intilliggande sjön . Hade Henry puttat och missat hade McGinley vunnit hålet och matchen, och Europas seger hade blivit rekordstora 19-9. McGinley fick dock mycket beröm för sin sportsmannaanda .